# Liste der Monuments historiques in Coulanges (Allier)
Die Liste der Monuments historiques in Coulanges (Allier) führt die Monuments historiques in der französischen Gemeinde Coulanges auf.

## Liste der Bauwerke
| Bezeichnung                                                    | Beschreibung                           | Standort | Kennzeichnung | Schutzstatus | Datum | Bild |
| -------------------------------------------------------------- | -------------------------------------- | -------- | ------------- | ------------ | ----- | ---- |
| Gallo-römische Ausgrabungen: Centre de production de céramique |                                        | (Lage)   | PA00093072    | Classé       | 1974  |      |
| Château de Mortillon (Fotos in der Base Mérimée)               | Schloss, erbaut ab dem 15. Jahrhundert | (Lage)   | PA00093071    | Inscrit      | 2010  |      |